# 회바질
회바질(灰basil, 학명: Ocimum americanum 오키뭄 아메리카눔[*])은 꿀풀과의 한해살이풀이다.

## 분포
아시아와 아프리카에 분포한다. 원산지는 동아시아(중국), 동남아시아(말레이시아, 미얀마, 베트남, 인도네시아, 캄보디아, 태국, 필리핀), 남아시아(네팔, 스리랑카, 인도, 파키스탄), 동아프리카(르완다, 수단, 에티오피아), 중앙아프리카(카메룬), 서아프리카(가나, 나이지리아, 라이베리아, 시에라리온, 코트디부아르, 토고), 남아프리카(나미비아, 남아프리카 공화국, 앙골라), 인도양(마다가스카르, 모리셔스)이다.

## 사진 갤러리

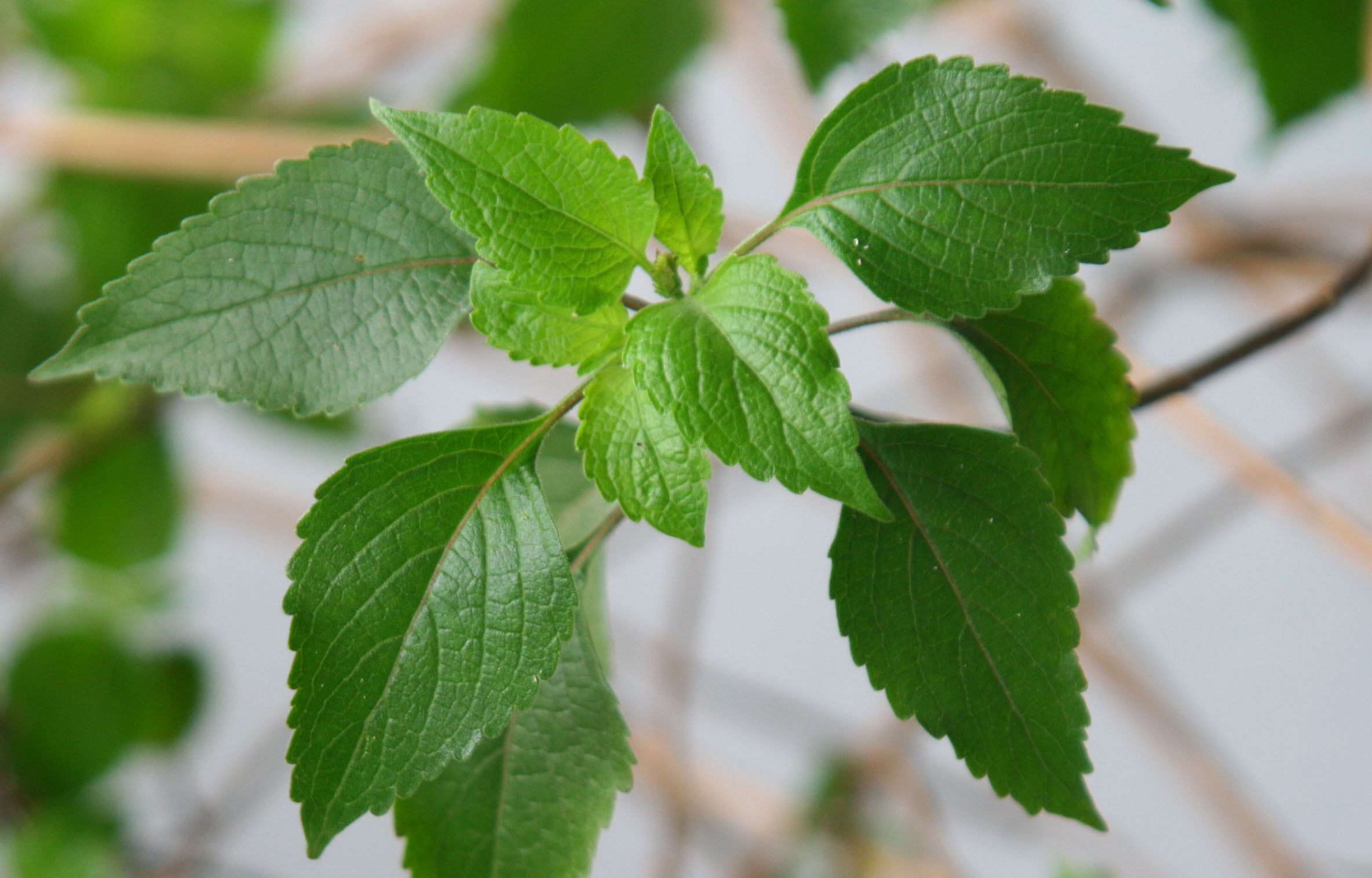
잎
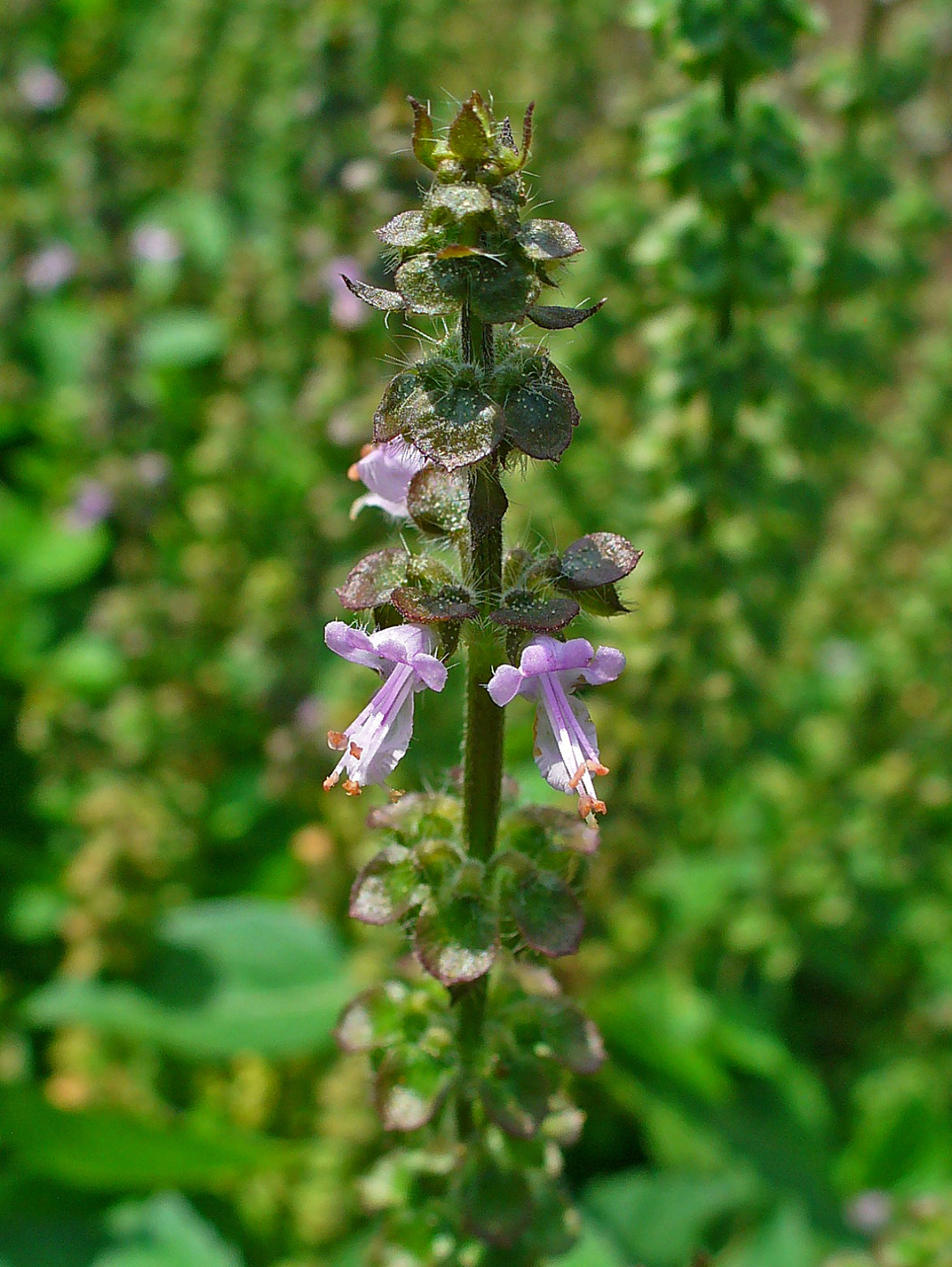
꽃